# Österreichische Beteiligungs AG
Koordinaten: 48° 14′ 0″ N, 16° 23′ 3″ O
Die Österreichische Beteiligungs AG, kurz ÖBAG, verwaltet die Beteiligungen der Republik Österreich an einigen börsennotierten und nicht börsennotierten Unternehmen. Die Gesellschaft ging 2019 aus der Österreichische Bundes- und Industriebeteiligungen GmbH (ÖBIB) hervor, die wiederum im Jahr 2015 aus der Österreichischen Industrieholding Aktiengesellschaft (ÖIAG) hervorging.

## Grundlagen
Die Umwandlung geschah auf Basis der Novelle BGBl. I Nr. 96/2018 zum ÖIAG-Gesetz 2000. Das Gesetz formuliert die Ziele und den Auftrag der Bundesregierung an die ÖBAG:
- Die ÖBAG hat die Eigentümerinteressen des Bundes bei strategisch bedeutsamen Beteiligungen wahrzunehmen.
- Die ÖBAG nimmt Bedacht auf die Erhaltung und die Steigerung des Werts bedeutsamer Beteiligungen des Bundes im Interesse des Wirtschafts- und Forschungsstandorts und zur Sicherung und Schaffung von Arbeitsplätzen in Österreich.
- Die Neuregelung verfolgt das Ziel einer verantwortlichen, auf nachhaltige und langfristige Wertschaffung ausgerichtete Leitung und Kontrolle von Beteiligungen des Bundes und ist damit den Interessen aller österreichischen Steuerzahlerinnen und Steuerzahler verpflichtet.
- Die ÖBAG setzt die strategischen Entscheidungen des Eigentümers effizient und professionell um.

Im Zentrum der Aktivitäten steht der Nutzen für den Bund und für die österreichischen Steuerzahler. Als österreichischer Kernaktionär soll die ÖBAG – stellvertretend für die Republik – zur Stärkung des Wirtschaftsstandortes beitragen. Die Unternehmen, an denen die ÖBAG beteiligt ist, bieten 36.500 Arbeitsplätze (Vollzeitäquivalente). Vom IHS wurde errechnet, dass sich diese Unternehmen unter Einrechnung mittelbarer Effekte 4 % des österreichischen BIP verantwortlich zeigen.
Für das Jahr 2022 wurden rund EUR 1,6 Mrd. an Dividenden an das Ministerium für Finanzen ausgeschüttet, inklusive VERBUND und einer Sonderdividende von EUR 486 Millionen. Für das Jahr 2023 wurden EUR 1,67 Milliarden ausgeschüttet, für das Jahr 2024 EUR 1,26 Milliarden. Dieses Geld steht der Republik Österreich zur Verfügung, um die vielfältigen Aufgaben des Staates in unterschiedlichen Bereichen zu finanzieren.

## Beteiligungen
| Logos der Beteiligungen |
| --- |
| OMV · Post · Telekom Austria · Casinos Austria · Logo des Funkturmunternehmens EuroTeleSites · Logo des Unternehmens VERBUND |

Mit Stand Juli 2025 hielt die ÖBAG Beteiligungen an den folgenden Unternehmen:
- 31,50 % am Mineralölkonzern OMV
- 52,85 % an der Österreichischen Post
- 28,42 % an der Telekom Austria
- 28,42 % an der EuroTeleSites (Abspaltung von der Telekom Austria per 22. September 2023)[12]
- 33,24 % an den Casinos Austria (Übernahme des Anteils der Münze Österreich per April 2015[13])
- 32,97 % an der APK-Pensionskasse
- 100,00 % an der GKB-Bergbau GmbH (Abwicklung von ehemaligen Bergbaubetrieben)[14]
- 100,00 % an der IMIB Immobilien- und Industriebeteiligungen GmbH (Abwicklung des ehemaligen Voestalpine-Konzerns; die operativen Teile wurden privatisiert)[14]
- 100,00 % an der Schoeller-Bleckmann GmbH (Abwicklung des ehemaligen Schoeller-Bleckmann-Konzerns; die operativen Teile wurden privatisiert)[14]
- 100,00 % an der Bundesimmobiliengesellschaft (seit 1. Jänner 2019; BGBl. I Nr. 96/2018)

§ 7a des ÖIAG-Gesetzes in der Fassung des Bundesgesetzes BGBl. I Nr. 96/2018 sieht ferner vor, dass ab 1. Jänner 2019 die ÖBAG die Anteile des Bundes an der Verbund AG verwaltet. Eine Übertragung der Verbund AG in das Eigentum der ÖBAG ist nicht möglich, da das Bundesverfassungsgesetz, mit dem die Eigentumsverhältnisse an den Unternehmen der österreichischen Elektrizitätswirtschaft geregelt werden, (BGBl. I Nr. 143/1998) vorsieht, dass die Mehrheit der Anteile am Verbund im (unmittelbaren) Bundeseigentum stehen müssen.
Die ÖIAG war unter anderem an den folgenden Unternehmen beteiligt:
- Austria Metall AG (AMAG)
- Austria Mikro Systeme International AG
- Austria Technologie & Systemtechnik AG
- Austrian Airlines (wurde 2009 an die Lufthansa AG verkauft)
- Böhler-Uddeholm AG
- Dorotheum
- Finanzmarktbeteiligung Aktiengesellschaft des Bundes (2008 gegründet; 2022 auf die Abbaumanagementgesellschaft des Bundes übertragen[15])
- Flughafen Wien AG
- Österreichische Staatsdruckerei
- Print Media Austria AG
- Schoeller-Bleckmann Stahlwerke
- Siemens AG Österreich
- SGP Verkehrstechnik
- Tabakregie (früher Austria Tabak)
- VA Technologie
- voestalpine

Dem Verkauf dieser Unternehmen gingen meist heftige Proteste sowohl aus der Politik als auch von Seiten der Gewerkschaften und Betriebsräte voraus.

## Geschichte

### Verstaatlichte Industrie Österreichs
Am 26. Juli 1946 beschloss der Nationalrat das erste Verstaatlichungsgesetz.
Dieses erfolgte, um Unternehmen dem Einfluss sowjetischer Truppen zu entziehen, welche begannen, diese aus „Deutschem Eigentum“ zu beschlagnahmen. Als „Deutsches Eigentum“ galten nicht nur Betriebe, die von den Nationalsozialisten gegründet worden waren, wie beispielsweise die Linzer Hermann-Göring-Werke (die spätere VÖEST), sondern auch alte österreichische Staatsbetriebe, die vom Deutschen Reich übernommen worden waren, wie beispielsweise die Erste Donau-Dampfschiffahrts-Gesellschaft. In Summe handelte es sich um Betriebe, die ein Fünftel der österreichischen Wertschöpfung ausmachten: die drei größten Banken des Landes, der gesamte Kohle- und Erzbergbau, die gesamte Mineralölförderung und -verarbeitung, alle wichtigen Betriebe der Schwerindustrie. Verwaltet wurde die verstaatlichte Industrie direkt von der Regierung und deren Ministerien.

### Von der ÖIG zur ÖIAG
Im Zuge von Reformen durch die Bundesregierung Klaus II wurde im Dezember 1966 mit dem ÖIG-Gesetz beschlossen, die treuhänderische Ausübung der Anteilsrechte der Republik an verstaatlichten Unternehmen an eine Gesellschaft zu übertragen. Dem Auftrag des Gesetzgebers folgend, wurde im Jahr 1967 die Österreichische Industrieverwaltungs-Gesellschaft m.b.H. (ÖIG) gegründet.
Mit der ÖIG-Gesetz-Novelle 1969 von Anfang 1970 wurde beschlossen, die ÖIG in eine Aktiengesellschaft umzuwandeln. Mit Satzung vom 7. Juli 1970 wurde am 29. Juli 1970 die zu 100 % im Eigentum der Republik stehende Österreichische Industrieverwaltungs Aktiengesellschaft am Handelsgericht Wien eingetragen, gleichzeitig wurden ihr auch die Anteilsrechte übertragen.
Mit Mai 1972 wurde die Wiener Schwachstromwerke Gesellschaft m.b.H. in die ÖIAG verschmolzen.

### Austrian Industries
Im Jahr 1989 wurden die wichtigsten Industriebeteiligungen der ÖIAG (wie AMAG, Chemie-Holding, Elektro- und Elektronik-Industrieholding, Maschinen- und Anlagenbauholding, OMV und VOEST-ALPINE) in die Austrian Industries, ein hundertprozentiges Tochterunternehmen der ÖIAG, eingebracht. Die Austrian Industries bildeten einen Konzern, der in seiner Gesamtheit hätte (teil-)privatisiert werden sollen.
Dazu kam es jedoch nicht. Nach einer Reorganisation der Tochterunternehmen wurden das Konzernverhältnis aufgelöst und die Holding mit der Privatisierung der einzelnen Tochterunternehmen beauftragt. Im März 1994 wurde die Austrian Industries mit der ÖIAG verschmolzen.

### Privatisierungen 1987 bis 2000
Chronologie gemäß Wirtschaftsblatt:
- 1987–1989: Im November 1987 wurden 15 % der OMV (Österreichische Mineralölverwaltung; Mineralöl- und Chemiekonzern) verkauft, erstmals ging ein ÖIAG-Unternehmen an die Börse. Im September 1989 wurden weitere 10 % der OMV über die Börse verkauft
- 1992: Im Juli 1992 wurden 26 % der Simmering-Graz-Pauker Verkehrstechnik (SGP-VT) an die Siemens AG Österreich verkauft, im Dezember 1992 dann 49 % der VAE (VA Eisenbahnsysteme – alte und junge Aktien).
- 1993: Die Austria Mikro Systeme International (AMI) wurde im Juli 1993 mehrheitlich durch Verkauf von 74 % über die Börse privatisiert und in austriamicrosystems AG (AMS) (Unterpremstätten) umbenannt. Im November 1993 folgte der Verkauf von weiteren 25 % an der VAE (alte und junge Aktien) über die Börse. Damit befindet sich dieses Unternehmen mehrheitlich im Privatbesitz. Ebenfalls im November 1993 kaufte ein französisches Unternehmen 100 % der .A.S.A. Abfall Service. Im Dezember 1993 schließlich erfolgte der Verkauf von weiteren 48 % an der SGP-VT an die Siemens AG Österreich.
- 1994: Privatisierung der VA Technologie AG an der Börse (51 %) im Mai 1994. Dies stellt bis dahin die größte Kapitalmarkttransaktion in Österreich dar. Ebenfalls im Mai 1994 gehen 20 % der OMV an IPIC. Dadurch wird der ÖIAG-Anteil an der OMV auf 53 % reduziert. Bis Ende 1994 zieht sich die ÖIAG auf 50 % minus einer Aktie zurück. Die OMV ist mehrheitlich privatisiert. Im Juli 1994 wurden die restlichen 26 % an der AMS durch Privatplatzierung veräußert. Im November 1994 schließlich wurden AT & S (Austria Technologie & Systemtechnik) vollständig verkauft und die restlichen 26 % der VAE werden über die Börse verkauft.
- 1995: Im März wurden 27,3 % der Böhler-Uddeholm AG über die Börse und die Schoeller-Bleckmann Oilfield Equipment AG an die österreichische Berndorf AG verkauft. Im gleichen Monat wurde die Schoeller-Bleckmann Edelstahlrohr GesmbH in einem Management-Buy-out veräußert. Im Mai 1995 wurde die Bernhard Steinel Werkzeugmaschinen GmbH, Villingen (Deutschland) und im Oktober 1995 31,7 % der VA Stahl AG über die Börse verkauft. Im Dezember 1995 schließlich wurde die Weiler Werkzeugmaschinen GmbH & Co. KG im Zuge eines Management-Buy-out veräußert.
- 1996
  - Februar 1996: Verkauf von 4,6 % an der VA Stahl AG an einen institutionellen Investor.
  - März 1996: 47,7 % der Böhler-Uddeholm AG werden im Zuge eines Secondary Public Offerings über die Börse veräußert. Böhler-Uddeholm ist jetzt mehrheitlich privatisiert.
  - Mai 1996: 14,9 % der OMV AG werden im Zuge eines Secondary Public Offerings über die Börse verkauft. ÖIAG-Anteil an der OMV beträgt nur noch 35 %.
  - Juni 1996: 100-prozentiger Verkauf der GIWOG-Wohnbaugruppe (inklusive Tochtergesellschaften SAG und GEMYSAG) an fünf österreichische gemeinnützige Wohnbaugesellschaften.
  - Juli 1996: Verkauf von 77 % der VAMED an den deutschen Gesundheitskonzern Fresenius und 10 % an die Bank Austria.
  - November 1996: 100-prozentiger Verkauf der VA Bergtechnik an die finnischen Unternehmen Tampella aus Tampere und deren Tochter Tamrock Oy.
  - November 1996: 100 % der Austria Metall AG gehen an die Bietergruppe Hammerer / Constantia Packaging.
- 1997
  - Mai 1997: 100 % der Österreichischen Salinen gehen an die Bietergruppe Androsch/RLB OÖ/Thomanek.
  - Juni 1997: 25 % und eine Aktie der Mobilkom Austria AG werden an den strategischen Partner STET International (= Konzerngesellschaft der Telecom Italia) verkauft. Der Verkauf lief über die PTBG (Post- und Telekombeteiligungsverwaltungsgesellschaft).
  - Juni 1997 bis Jänner 1998: Über die PTBG werden insgesamt 4.354.000 Aktien der Bank Austria an der Wiener Börse verkauft.
  - November 1997: Verkauf von 49,5 % an der Austria Tabak über die Börse.
- 1998
  - Februar 1998: Weitere 6.269.050 Aktien der Bank Austria werden durch die PTBG verkauft.
  - Oktober 1998: 25 % und eine Aktie der Telekom Austria AG gehen an den strategischen Partner STET International, wiederum durch die PTBG.
- 1999:
  - März 1999: 9,4 % an der Austria Tabak werden direkt an institutionelle Investoren verkauft (Blocktrade).
  - Mai 1999: Der ÖIAG-Anteil bei der AUA reduziert sich auf 39,72 %, da im Zuge einer Kapitalerhöhung die ÖIAG auf ihre Bezugsrechte verzichtet.

### ÖIAG-Gesetz 2000
Mit dem ÖIAG-Gesetz 2000 wurde die ÖIAG in eine Privatisierungsagentur umgewandelt.
Neben den Industriebeteiligungen übernahm sie auch die Zuständigkeit für den Bereich der ehemaligen Post- und Telegraphenverwaltung. Mit Wirksamkeit vom 20. Mai 2000 wurden die beiden Holdinggesellschaften Post und Telekombeteiligungsverwaltungsgesellschaft und Post und Telekom Austria Aktiengesellschaft mit der ÖIAG verschmolzen.
Außerdem gewährte das ÖIAG-Gesetz 2000 der ÖIAG-Führung eine weitreichende Unabhängigkeit von ihrem Eigentümer, der Republik Österreich, durch die Schaffung eines selbstergänzenden Aufsichtsrates. Die zwei Drittel der Aufsichtsratsmitglieder, die sonst der Eigentümer zu bestellen hätte, werden nach dem ÖIAG-Gesetz 2000 jeweils von diesen Aufsichtsratsmitgliedern selbst gewählt. Dies freilich, nachdem die Bundesregierung Schüssel selbst den Aufsichtsrat nochmals vollständig neu bestellt hatte. Das letzte Drittel der Aufsichtsratsmitglieder solle nach dem ÖIAG-Gesetz 2000 wie bei allen anderen Aktiengesellschaften von den Arbeitnehmervertretern gestellt werden.
Claus Raidl kritisierte den selbstergänzenden Aufsichtsrat rückblickend (zitiert nach Profil, Oktober 2014):

„Was ich bei dem Vorschlag, der dann Gesetz wurde, völlig verkannt hatte, war, dass die ersten neuen ÖIAG-Aufsichtsratsmitglieder fortan Freundschaftspflege betreiben würden. Im Ergebnis hat im ÖIAG-Aufsichtsrat heute eine Insiderclique das Sagen. Mein Konzept wurde pervertiert. Aus der Selbsterneuerung wurde eine Art Selbstbedienung.“

### Privatisierungen ab dem Jahr 2000
Die Bundesregierung Schüssel I beschloss, die Privatisierung zu forcieren. Durch Auftrag der Bundesregierung sollen Österreichische Staatsdruckerei GmbH, Dorotheum GmbH, Print Media Austria AG, Flughafen Wien AG, Österreichische Postsparkasse AG, Telekom Austria AG und Austria Tabak vorrangig privatisiert werden. Beim Verkauf sind laut Gesetz als Kriterien der bestmögliche Erlös bei gleichzeitiger Berücksichtigung der Interessen der Unternehmen und der Wahrung österreichischer Interessen zu beachten.
Chronologie:
- 2000: Die Verkäufe wurden im November 2000 abgewickelt: Die PSK wird zu 100 % an die Bank für Arbeit und Wirtschaft (BAWAG) verkauft. Verkauf von 22,4 % an der Telekom Austria AG über die Börse. Weitere 4,8 % gehen wegen vertraglicher Vereinbarungen an die STET International (Telecom Italia). Jeweils 2,62 % der Flughafen Wien AG gehen an die Stadt Wien und an das Land Niederösterreich. Daneben noch Verkauf von 3,22 % im Zuge eines Aktienrückkaufs der Flughafen Wien AG. Ein österreichischer Investor kauft die Österreichische Staatsdruckerei GmbH an.
- 2001
  - März 2001: Weitere 8,92 % der Flughafen Wien AG werden an inländische und ausländische institutionelle Investoren verkauft.
  - Mai 2001: Verkauf von 1 % des Grundkapitals der VA Stahl AG im Zuge eines Aktienrückkaufprogramms an die VA Stahl AG.
  - Juni 2001: Die nach dem Verkauf der Staatsdruckerei verbleibende Restholding Print Media Austria AG wurde mit der ÖIAG verschmolzen[24].
  - August 2001: Die restlichen 41,1 % der Austria Tabak AG werden an die Gallaher Group verkauft.
  - September 2001: Vollständiger Verkauf des Dorotheums an die Bietergruppe „OneTwo Beteiligungs- und Managementberatungs GmbH“.
  - September 2001: Die IBVG Industrie- und Beteiligungsverwaltung GmbH[25] und die ÖIAG-Elektroindustrie Beteiligungsverwaltung GmbH,[26] werden mit der ÖIAG verschmolzen.
- 2002
  - März 2002: 100-prozentiger Verkauf der Strohal Rotations Druck GmbH an die Invest Equity Group.
  - Mai 2002: Kapitalerhöhung bei der voestalpine AG. Die ÖIAG zieht nur zu 50 % mit, ihr Anteil reduziert sich von 37,8 % auf 34,7 %.
  - Juni 2002: Durch Zuteilung der Bonusaktien im Zuge des Investitionsprogramms anlässlich des IPO im November 2000 verringert sich der Anteil der OIAG an der Telekom Austria AG. Er sinkt von 47,8 % auf nunmehr 47,2 %.
- 2003
  - August 2003: Aktien der VA Technologie werden über die Börse verkauft.
  - September 2003: Die POSTBUS AG, seit 2000 eine hundertprozentige Tochter der ÖIAG, wird vollständig an die ÖBB verkauft. Somit sind die beiden größten öffentlichen Busflotten des Landes, Postbus und Bahnbus, zusammengefasst. Die ÖBB muss aber in der Folge aus wettbewerbsrechtlichen Gründen einige Postbuslinien an Mitbewerber abgeben. Verkauf von 19,7 % der voestalpine AG über die Börse im Zuge eines Secondary Public Offering.
  - November 2003: Verkauf von 25 % an der Böhler Uddeholm AG über die Börse im Zuge eines Secondary Public Offering.
- 2004
  - Juni 2004: Mit Spaltungs- und Übertragsvertrag vom 18. Juni 2004 wurden die Geschäftsanteile der VOEST Alpine Erzberg Gesellschaft m.b.H.[27] aus der Tochtergesellschaft ÖIAG-Bergbauholding Aktiengesellschaft[27] abgespalten und die ÖIAG integriert.[1]
  - August 2004: Die ÖIAG Bergbauholding AG (ÖBAG) verkauft ihren 26%igen Anteil an der BMG Metall und Recycling GmbH an deren Mehrheitsgesellschafter Ecobat.
  - Oktober 2004: Die ÖIAG-Bergbauholding wird in die GKB-Bergbau GmbH verschmolzen.
  - Dezember 2004: Im Zuge eines Accelerated Bookbuilt Offerings werden 17 % der Telekom Austria AG über die Börse verkauft. Privatisierung der VOEST-ALPINE Erzberg GmbH. Die ÖIAG-Anteile werden in die Erzberg Privatstiftung eingebracht bzw. an diese verkauft.
- 2005
  - Juli 2005: Die VA Tech wird nun vollständig privatisiert. Die letzten 14,7 Prozent-Anteile gehen durch ein öffentliches Übernahmeangebot an die Siemens Österreich.
  - August 2005: Die Vollprivatisierung der voestalpine AG wird mit Ende August durch die vollständige Wandelung der Umtauschanleihe abgeschlossen.
- 2006
  - Mai 2006: 49 % der Österreichischen Post AG werden über die Börse verkauft.
  - Juni/September 2006: Durch Wandlung bzw. Verkauf der ÖIAG-Umtauschanleihe sinkt der ÖIAG-Anteil an der Telekom Austria auf 25,2 %.
- 2009: Austrian Airlines AG wird im September 2009 vollständig privatisiert – ab nun hält die Lufthansa über 90 Prozent der Aktien.

### Banken-Engagement im Rahmen der Finanzkrise 2007
Im November 2008 wurde, bedingt durch die Finanzkrise ab 2007, ein Tochterunternehmen gegründet, das die Kapitalzuschüsse des Staates an die einzelnen Banken koordiniert. Die Leitung dieser Gesellschaft, der FIMBAG, übernahmen Veit Sorger und Hannes Androsch. Mit Hauptversammlungsbeschluss vom 15. März 2013 erfolgte eine Neufassung der Satzung der Gesellschaft. Im November 2015 beschloss der Ministerrat eine Auflösung der FIMBAG mit 30. Juni 2016.

### Weitere Entwicklung
2011 wurde die Telekom-Affäre publik. Mehrere Führungspersonen der Telekom Austria, an der die ÖIAG Beteiligungen hält, wurden nicht rechtskräftig (Stand: Dezember 2014) wegen verschiedener Wirtschaftsdelikte zu Haftstrafen verurteilt. 2014 wurde Kritik an der Bestellung des als putinnahe geltenden Siegfried Wolf zum Aufsichtsratsvorsitzenden laut. In weiterer Folge kam es zu Kritik an der ÖIAG, nachdem in Folge interner Querelen Gerhard Roiss, Generaldirektor der OMV, ein Jahr nach der Verlängerung seines Vertrages abberufen wurde. Die Kritik dehnte sich auf die für den Staat unvorteilhaften Privatisierungen von AUA, BUWOG, Dorotheum und anderen Unternehmen aus.

### Von der ÖIAG zur ÖBIB
Im Februar 2015 hat der Nationalrat durch eine Änderung des ÖIAG-Gesetzes die Entscheidung getroffen, dass die ÖIAG in eine Gesellschaft mit beschränkter Haftung namens Österreichische Bundes- und Industriebeteiligungen GmbH (ÖBIB) umgewandelt werden soll. Diese Entscheidung des Nationalrates wurde durch Beschluss der Hauptversammlung des ÖIAG vom 20. März 2015 umgesetzt.
Einer der Gründe für die Umwandlung der ÖIAG in eine Gesellschaft mit beschränkter Haftung war, dass ein Vorstand einer Aktiengesellschaft in Ausübung seines Amtes weisungsfrei ist, während ein Geschäftsführer einer Gesellschaft mit beschränkter Haftung an die Weisungen des Eigentümers gebunden ist. Hinsichtlich der ÖBIB steht dieses Weisungsrecht dem Bundesminister für Finanzen zu. Mit der Umwandlung der ÖIAG in die ÖBIB fällt auch das im Jahr 2000 eingeführte – vom Aktiengesetz abweichende – Recht des Aufsichtsrates, sich selbst zu ergänzen, weg.
Auch das ÖBIB-Gesetz sieht eine Abweichung von den allgemeinen Regelungen des GmbH-Gesetzes vor: Die Aufsichtsräte der ÖBIB-Unternehmen werden nicht vom Geschäftsführer der ÖBIB, sondern einem Nominierungskomitee ausgewählt, das aus zwei amtierenden Bundesministern oder Staatssekretären sowie zwei für ihre Leistungen allgemein anerkannten Unternehmern, Angehörigen freier Berufe oder Führungskräften aus der Wirtschaft oder dem öffentlichen Sektor besteht. Bis Jänner 2018 waren das der frühere Bundesminister Thomas Drozda, der frühere Staatssekretär Harald Mahrer, der Vorstandsvorsitzende der Andritz AG, Wolfgang Leitner, und der Aufsichtsratsvorsitzende der Vienna Insurance Group, Günther Geyer. Seit Jänner 2018 besteht das Komitee aus Ex-Finanzminister Hartwig Löger, Kanzleramtsminister Gernot Blümel, Günther Helm (Hofer KG und später CEO bei Müller) und Wolfgang Leitner (Andritz).
In der letzten Hauptversammlung der ÖIAG wurde der vorherige ÖIAG-Vorstand Rudolf Kemler zum Interims-Geschäftsführer der ÖBIB bestellt. Am 8. Juni 2015 wurde Martha Oberndorfer, die bisherige Chefin der Bundesfinanzierungsagentur, als Generalsekretärin eingesetzt.

### Von der ÖBIB zur ÖBAG
Im Februar 2018 wurde bekannt, dass Finanzminister Hartwig Löger die Umwandlung der ÖBIB von einer GmbH in eine Aktiengesellschaft plane. Das neue ÖBIB-Gesetz sollte ursprünglich bis zum Sommer 2018 beschlossen und im zweiten Halbjahr 2018 umgesetzt werden. Im Oktober 2018 präsentierte Löger seine Pläne für die neue Staatsholding, die ÖBIB soll in die ÖBAG, die Österreichische Beteiligungs AG umgewandelt werden.
Am 15. Februar 2019 wurde der neunköpfige Aufsichtsrat der ÖBAG bestellt. Präsident wurde Helmut Kern, seine Stellvertreter Günther Helm und Karl Ochsner. Der Aufsichtsrat bestellte vorerst Walter Jöstl zum interimistischen Vorstand und anschließend den 43-jährigen Thomas Schmid zum neuen Alleinvorstand der Staatsholding.

### ÖBAG heute
Seit dem 1. Februar 2022 ist Edith Hlawati Alleinvorständin der ÖBAG. Zusammen mit den ÖBAG-Executive Directors Stefan Fürsinn und Robert Stajic bildet sie den erweiterten Vorstand der ÖBAG.
Der erweiterte Vorstand wurde 2022 erstmalig eingesetzt. Portfolioübergreifende Entscheidungen müssen im erweiterten Vorstand einstimmig getroffen werden. Die rechtliche Letztverantwortung liegt weiterhin bei der Alleinvorständin.
Seit Februar 2022 wurden von der ÖBAG bisher folgende Transaktionen durchgeführt:
- Abspaltung der Funktürme der Telekom Austria in eine eigene Gesellschaft, die EuroTeleSites AG (2023)
- Rückzug aus der VAMED durch Verkauf an Mehrheitseigentümer Fresenius (Juni 2024)[40]
- Beschluss, die OMV-Tochter Borealis mit Borouge zur Borouge Group International zusammenzuführen und einen weltweit führenden Chemiekonzern zu gründen (Announcement März 2025)[41]

Im Juni 2023 wurde das fünfköpfige Beteiligungskomitee für die Evaluierung und Genehmigung von ÖBAG-Beteiligungen neu bestellt.
Im Zuge der Regierungsbildung 2025 wurde die Ressortzuständigkeit für die ÖBAG vom Finanzministerium ins Wirtschaftsministerium übertragen. Laut dem nun zuständigen Minister, Wolfgang Hattmansdorfer, soll die ÖBAG eine wichtige Rolle in der Industriepolitik Österreichs einnehmen und verstärkt Investitionen und Neubeteiligungen in Schlüsseltechnologien wie Energie evaluieren.
Die ÖBAG und Hattmansdorfer planen vor Jahresende ein Update zur Beteiligungsstrategie vorzulegen.
In mehreren Interviews sprach sich Edith Hlawati für eine Gesetzesänderung aus, um der ÖBAG mehr Spielraum bei Neubeteiligungen zu ermöglichen. Ebenso soll eine Weiterentwicklung des Portfolios auch durch Abschichtung oder Verkäufe von Anteilen möglich sein.

## Korruptionsvorwürfe

### Hintergrund der Ermittlungen
Am 28. März 2021 wurden dem Ibiza-U-Ausschuss neue Chatnachrichten durch die WKStA (Wirtschafts- und Korruptionsstaatsanwaltschaft) übergeben, die für große Medienaufmerksamkeit und Rücktrittsforderungen der Opposition gegenüber Finanzminister Blümel und ÖBAG-Vorstand Thomas Schmid führten. Anlass für die Ermittlungen der WKStA war die sogenannte Casinos-Causa (die damalige Bestellung des freiheitlichen Peter Sidlo in Abstimmung mit der Novomatic). Mittlerweile besteht der Verdacht, dass die Posten des freiheitlichen Sidlo mit jener Schmids (ÖVP) verschränkt sein könnten, was jedoch von allen Beteiligten bestritten wird.
Die Informationen wurden zum Großteil einem von Schmid 2019 beschlagnahmten Handy entnommen. Dieses war zwar zurückgesetzt worden, Forensiker konnten die Kalenderinhalte und teils gelöschten Chatnachrichten jedoch wiederherstellen. Der daraus entstandene 187-seitige Bericht gliederte sich in zwei Kapitel: Die Ernennung Schmids und die durch Schmid besetzten Posten.

### Koalitionsverhandlung
So habe im Juni 2017 der damals neue ÖVP-Obmann Kurz dem Finanz-Generalsekretär Schmid den Auftrag gegeben, sich des Themas staatliche Beteiligungen anzunehmen, in das die FPÖ dann ab November eingebunden wurde. „Cooler Deal für ÖVP“, schrieb Schmid damals an Kurz. Am 5. Oktober 2018 informierte Schmid Finanzminister Blümel „Bin mit Arno [Arnold Schiefer – Verhandler der FPÖ] durch.“ Das „gute Paket“ für die ÖBAG sah wie folgt aus: Türkiser Alleinvorstand bei der ÖBAG und zwei Aufsichtsratsposten für die FPÖ. Zudem erfolgte die Aufteilung der Posten bei der ÖBB und den Beteiligungsunternehmen der ÖBAG. Dort ging es um Aufsichtsratsjobs und „Top Jobs“ (lt. Nachricht) etwa bei Bundesimmobiliengesellschaft (BIG), Casinos, OMV, Telekom Austria, Verbund und Post.
Im Dezember 2017 hatte Schmid Kurz gebeten, die Zuständigkeit für Beteiligungen auch weiterhin im Finanzministerium zu belassen und sie nicht ins Wirtschaftsministerium zu schieben: „Wenn bei Wirtschaft [gemeint: Wirtschaftsministerium, Anm.], verschwinden die Dividenden! Dort auch schlechtes Management!“. Wenig später bat er Blümel, ihm zu helfen, das neue Beteiligungsgesetz „rasch umzusetzen! Das bist du mir echt schuldig!“. Schmid schrieb weiter: „Ich stürze mich heute in die Donau und du bist schuld!“, Blümel drückte ihm sein Verständnis aus: „Ja alles ein Schass (sic!)“.

### Hearing zum neuen ÖBAG-Vorstand
Wochen vor dem Hearing zur Neubesetzung des Alleinvorstands am 26. März 2019 wurde Finanzminister Hartwig Löger schon vom Kanzleramt nach Schmids Nachfolger im Kabinett gefragt. Er selbst überlegte schon fünf Tage vor dem Hearing, ob er nach seiner Bestellung gleich eine Pressekonferenz geben sollte. Und am Abend vor dem Hearing speiste Schmid („familiär und gemütlich“ lt. SMS) bei ÖVP-Großspender Klaus Ortner, dessen Tochter kurz davor in den ÖBAG-Aufsichtsrat bestellt worden war. Laut Schmids Kalender traf er in den knapp zwei Wochen vor seiner Bestellung „fünf der insgesamt neun Aufsichtsratsmitglieder offenbar in persönlichen Terminen“, wie es im Auswertungsbericht der WKStA heißt.
Gleich nach dem Hearing schrieb Schmid: „Hearing ist super gelaufen. War der Beste. Trotz einiger guter Bewerber“, es hätten sich nämlich „zwei top Leute aus Deutschland“ beworben, wie er Gabriela Spiegelfelds Mann wissen ließ. Dem Aufsichtsrat habe „getaugt“, „dass ich das so ernst genommen habe und mich so gut vorbereitet habe“.
Am 27. März 2019 wurde Schmid zum gut dotierten Alleinvorstand der Staatsholding bestellt. Vierzehn Tage davor hatte er sich nochmals von Kanzler Kurz in Bezug auf seine Jobwünsche unterhalten. Er bat ihn, ihn „nicht zu einem Vorstand ohne Mandate“ zu machen. „Das wäre ja wie Wiener Stadtrat ohne Portfolio.“ Kurz entgegnete unter Hinzufügung von drei Emojis mit O-Mund: „Kriegst eh alles, was du willst.“ Schmids Antwort: Zwei Smileys und „ich bin so glücklich :-))) Ich liebe meinen Kanzler (…).“

### Konsequenzen
Der Aufsichtsrat betonte nach dem Auftauchen von Chatprotokollen rund um den ÖBAG-Chef, dass Schmid bleiben werde. Die Opposition forderte seinen Rücktritt. Nach weiteren Chat-Veröffentlichungen erklärte er Anfang Juni 2021 seinen Rücktritt. Unter anderem hatte Schmid in seiner damaligen Funktion im Finanzministerium das Budget für den damaligen Außenminister Sebastian Kurz erhöht, woraufhin er ihm folgenden Text geschrieben hatte: „Du hast eine BUDGET Steigerung von über 30%! Das haben wir NUR für dich gemacht. Über 160 Mio mehr! Und wird voll aufschlagen. Du schuldest mir was :-)))!“. Die Wirtschafts- und Korruptionsstaatsanwaltschaft sprach daraufhin davon: „Dies könnte ein wesentlicher Baustein für das Verständnis des Bestellungsvorgangs von TS (Thomas Schmid, Anm.) als ÖBAG-Vorstand und der Rolle von SK (Sebastian Kurz, Anm.) bei diesem Vorgang sein.“

## Generaldirektoren/Vorstände
Generaldirektoren waren unter anderem Franz Geist (1971–1978), der vergeblich ein Weisungsrecht gegenüber den weitgehend autonomen Einzelunternehmen anstrebte, Oskar Grünwald (1978–1986), der versuchte, mit den beschränkten gesetzlichen Mitteln auszukommen, und Hugo Michael Sekyra (1986–1993), der nach der Verstaatlichtenkrise von 1985 bis 1986 erfolglos versuchte, aus der ÖIAG einen börsengängigen Mischkonzern zu machen.
- 1971–1978: Franz Geist
- 1978–1986: Oskar Grünwald
- 1986–1993: Hugo Michael Sekyra[52]
- 1994–1998: Karl Hollweger[53][54]
- 1999–2001: Rudolf Streicher und Johannes Ditz[55]
- 2001–2006: Peter Michaelis und Rainer Wieltsch[56]
- 2006–2011: Peter Michaelis
- 2011–2012: Markus Beyrer[57]
- 2012–2015: Rudolf Kemler[58][59]
- 2015–2018: Martha Oberndorfer[34][60][61]
- ab 8. Juni 2018: Walter Jöstl (interimistisch)[62][63][64]
- 2019–2021: Thomas Schmid[65]
- Juni 2021–Jänner 2022: Christine Catasta (interimistisch)[66]
- ab 1. Februar 2022: Edith Hlawati[67]

## Aufsichtsratsvorsitzende
Nach der Einführung eines sich selbst ergänzenden Aufsichtsrates im Rahmen des ÖIAG-Gesetzes 2000 standen folgende Personen dem Aufsichtsrat der ÖIAG vor:
- 2000–2006: Alfred Heinzel[68]
- 2006–2014: Peter Mitterbauer[69]
- 2014–2015: Siegfried Wolf
- Ab der Umwandlung der ÖIAG in die ÖBIB war ein Aufsichtsrat nicht mehr vorgesehen.
- 2019–2022: Helmut Kern[70][71]
- seit 2022: Günther Ofner[72]

Nominierungskomitee: (bis Jänner 2018)
- Staatssekretär Harald Mahrer
- Staatssekretärin Sonja Steßl (bis 21. Juni 2016)
- Bundesminister Thomas Drozda (ab 21. Juni 2016)
- Günter Geyer (Vorsitzender des Aufsichtsrates der Vienna Insurance Group AG)
- Wolfgang Leitner (Vorstandsvorsitzender der Andritz AG)

Nominierungskomitee: (Jänner 2018 – Februar 2019)
- Hartwig Löger
- Gernot Blümel
- Günther Helm (Hofer KG)
- Wolfgang Leitner

Der aktuelle Aufsichtsrat der ÖBAG (Stand Juli 2025):
- Günther Ofner (Vorsitz)
- Karl Ochsner (Stellvertreter)
- Michael Höllerer (Stellvertreter)[75]
- Iris Ortner
- Sabine Herlitschka[76]
- Helene Schuberth
- Gerhard Bayer (Arbeitnehmervertreter)
- Richard Köhler (Arbeitnehmervertreter)
- Angela Schorner (Arbeitnehmervertreter)